# 伊斯蘭法庭聯盟
伊斯蘭法庭聯盟（縮寫：ICU），或譯聯合伊斯蘭法庭、伊斯兰法院联盟，是東非國家索馬里的一個泛部族武裝組織，與當時得到國際普遍承認的索馬里過渡政府對立。

## 歷史
自從索馬里原政府在1991年被推翻後，一些奉行沙里亞法規的伊斯蘭法庭逐漸成為當地主要的司法系統。後來這些法庭開始提供其它服務，例如教育及醫療。它們也擔當地方警察，經費來自當地商人的繳費。伊斯蘭法庭除了負責制止劫案及打擊毒品交易外，也禁止當地電影院播放被它們認為是色情的電影。索馬里人口幾乎全是穆斯林，這些措施為伊斯蘭法庭取得不少民眾的支持。有些伊斯蘭法庭開始尋求互相合作，逐漸發展為民兵組織「聯合伊斯蘭法庭」。

## 第二次摩加迪沙战斗
經過數星期戰鬥後，該組織于2006年6月擊敗美國支持的軍閥聯盟，攻佔了首都摩加迪沙，到9月已控制了索馬里中部及南部大部份地區。
有報道稱該組織得到沙特阿拉伯的暗中支持。
2006年12月，埃塞俄比亞開始大規模介入索馬里內戰，派出大批士兵進入索馬里境內，並出動空軍助戰，支持索馬里過渡政府反擊聯合伊斯蘭法庭，後者節節敗退，在12月28日放棄摩加迪沙，在2007年1月初基本上已失去全部佔領區，然而外界相信聯合伊斯蘭法庭沒有完全被瓦解，只是化整為零。
該組織被指與恐怖份子有關，美國海軍曾利用巡航導彈襲擊他們的據點。

## 分裂

活動區域

失去占领区后，ICU发生分裂，强硬派继续坚持武装斗争，成立了诸如伊斯兰青年黨（Al-Shabaab）和伊斯兰党（Hizbul Islam）等组织，在索马里南部和西部继续作战，逐渐恢复战力，并在2009年重新攻入摩加迪沙。
同时，较为温和的部分ICU人员在谢赫·谢里夫·谢赫·艾哈迈德等人的领导下，在邻国厄立特里亚成立索马里再解放联盟。2008年，谢赫·谢里夫·谢赫·艾哈迈德决定与索马里临时政府展开和谈，遭到索马里再次解放联盟中部分强硬派的反对，被开除出党。2009年初，谢赫·谢里夫·谢赫·艾哈迈德当选索马里临时总统。